# Saint-Martin (Meurthe i Mozela)
Saint-Martin – miejscowość i gmina we Francji, w regionie Grand Est, w departamencie Meurthe i Mozela.
Według danych na rok 1990 gminę zamieszkiwały 53 osoby, a gęstość zaludnienia wynosiła 11 osób/km² (wśród 2335 gmin Lotaryngii Saint-Martin plasuje się na 992. miejscu pod względem liczby ludności, natomiast pod względem powierzchni na miejscu 1026.).